# Shea Cowart
Shea Cowart, född 1979, är en amerikansk idrottskvinna inom paralympics. Hon vann två guld på Paralympiska sommarspelen 2000 på grenarna 100 m och 200 m.